# 现有技术
现有技术（英文：Prior art）也被称为已有技术、在先技术、先存技術，在大多数的专利法律系统中包括所有在某个特定日期之前已经为公众所知的，而且可能与一项专利的权利要求的原创性有关的信息。如果一项发明已经在现有技术中有描述过，那么包括这项发明的专利就是无效的。
对于保密信息，例如商业秘密来说，只要那些能接触到它们的雇员以及其他人处于保密协议的约束下，那么它们就通常不被当成现有技术。如果没有这种约束存在，那么它们就是现有技术。通常来说，这意味着一件专利被授予而不管是否有其他人知道这项发明。一个秘密使用一项发明的人在某些司法管辖区域是可以要求“在先使用权利”的，因此也可以继续使用这项发明。作为一种特别例外，在先申请和未公布的专利申请在某些情况下是可以当成它们的申请日时的现有技术的。
在大多数专利制度中，为了实现对权利要求的占先，现有技术被期望能够提供充分的描述以使该领域的普通技术人员得知落入该权利要求范围内的某些主题。现有技术应该能够被公众所得到，而许多国家要求这些信息以某种固定形式记录下来。而且，在大多数专利制度中，现有技术是不包括未公开的作品或者只透过口头交谈的信息的（虽然在欧洲专利公约中，口头披露也构成现有技术 —请参见欧洲专利公约第五十四条第二款 （页面存档备份，存于））。而传统知识（例如某种植物的药用价值）是否构成现有技术还处于争论中。
专利披露给全社会一件发明是如何实践的，以此换来（在有限的时期内）排斥其他人未经专利权人同意而制造、销售、许诺销售获得这项专利的发明的可能。专利局在专利授予的过程中会进行现有技术的检索。要检查一件专利申请的有效性，专利局会寻找在发明日期之前的现有技术（美国的做法）或者是申请日前的现有技术（世界上其它地区）。

## 先发明原则与先申请原则
於2011年通過的《Leahy-Smith美國發明法案》（簡稱AIA）之前，美國採用的是先发明制度。发明通常被定义为由两个步骤组成：构思（conception of idea）和实施（reduction into practice）。当一个发明人构思了一项发明并且努力地将其实施（通过申请专利、实践该发明，等等）后，那么其发明日就是发明人构思的日期。因此，如果一个发明人很努力地将一项发明实施，即使有其他人在他之前递交专利申请（实施该发明），他仍会是先发明人，也是能够获得专利的发明人。
目前所有国家使用的都是先申请制度。也就是说，不管谁是先发明人，只要他（自然人或法人）是第一个提交专利申请的人，那么他就有权获得这项发明的专利。

## 其它考虑
虽然在先申请原则下专利通常属于先发明人，但是如果一个发明人将发明信息作为秘密或者不公开，那么就会丧失专利权，也不构成现有技术。没有了现有技术，一个后发明人就可以获得相同发明的专利，并用来对付先发明人。所有这一切都可以通过认识该发明并申请专利，或者将如何实践该发明的信息公开，从而构成现有技术。

## 披露责任
在美国，发明人和他们的代理人被法律要求向美国专利商标局提交任何他们知道，且可能对他们提交的专利申请中权利要求的可专利性有实质影响的参考资料。然后，专利审查员会决定这些参考资料是否能算作“现有技术”，并在专利申请的审查中考虑它们。如果代理人或者发明人没能适当的披露他们所知的可能有关的参考资料，那么他们的专利可能会因为不公正行为而被宣告无效。
中国的专利法中也有类似的关于披露责任的规定。不过，与美国专利法的规定不同的是，中国专利法不要求在整个专利申请阶段发明人/代理人如果知道任何相关的参考资料都要随时提交。中国专利法的规定只在提出实质审查的时候需要提交参考资料。而且，中国专利法中对于发明人/代理人没能履行披露责任并没有写明任何后果。
而在欧洲或者日本的专利法中，都没有规定类似的披露责任。

## 专利审查中的公众参与
随着因特网的出现，人们进行了相当数量的创举以建立能够让大部分公众参与现有技术检索的论坛。这些论坛通常都同时包括已授予的专利和未决专利申请。

### 未决专利申请
最近，采用维基方式以鼓励公众参与对未决美国专利申请的评论的尝试已经展开。它们包括： 
- 为了开放，社区化的专利评论的对等专利在线系统。
- 维基专利。公众专利透明度：公众可以为某一专利增加现有技术的参考资料。

维基本身经常被专利审查员用来作为某个特定主题的整体了解的参考。然而，引用维基作为现有技术却存在疑问，因为其编辑方式是流动和开放的。

### 著名的现有技术数据库
- esp@cenet - 欧洲专利局的公开现有技术数据库。
- Google专利 - 来自Google的搜索引擎，检索来自美国专利商标局（USPTO）的专利。其它的专利搜索请参见Category:专利搜索服务。

## 其它阅读
- （英文） 阿诺德·恩格尔佛里特，2005年10月1日，iusmentis.com网站，在什么时候现有技术会用来反对专利? （页面存档备份，存于）
- （英文） 沃特·J·布兰克，1991年JOM第43卷第6期，第45页想想在美国，什么东西构成现有技术 （页面存档备份，存于）

### 官方机构
- WIPO
  - （英文） WIPO检索PCT国际申请的搜索引擎
  - （英文） 各国专利局，例如美国、日本、英国等的网址 （页面存档备份，存于）
- USPTO
  - （英文） USPTO.gov （页面存档备份，存于） - 免费访问美国专利
  - （英文） USPTO的检索专利和专利申请历史的搜索引擎，能够显示专利因为什么原因而被授予。（页面存档备份，存于）
- （英文） PATLIB - 欧洲专利图书馆网络